# Heinrich Gustav Reichenbach
Heinrich Gustav Reichenbach (ur. 3 stycznia 1823 w Dreźnie, zm. 6 maja 1889 w Hamburgu) – niemiecki botanik, głównie zajmujący się orchideami. Jego ojciec Heinrich Gottlieb Ludwig Reichenbach (autor książki Icones Florae Germanicae et Helveticae) także był znanym botanikiem.
Standardową skróconą formą autora, używaną do wskazania przy cytowaniu nazw botanicznych, jest Rchb.f..

## Życiorys
Swoje studia nad orchideami rozpoczął w wieku 18 lat i asystował ojcu w pisaniu książki Icones Florae Germanicae et Helveticae. Uzyskał stopień doktora z botaniki pisząc pracę o pyłku kwiatowym orchidei.
Krótko po ukończeniu studiów, Reichenbach został mianowany na stanowisko profesora nadzwyczajnego botaniki w Lipsku w 1855 roku. Następnie został dyrektorem ogrodów botanicznych przy uniwersytecie w Hamburgu.
W tamtym czasie, nowo odkryte orchidee były wysyłane do Europy. Był on odpowiedzialny za identyfikację, opisanie i klasyfikację okazów. Reichenbach nazwał i zapisał wiele z tych nowych odkryć. Prawdopodobnie nie miał łatwej osobowości, i kiedyś przechwalał się wieloma opisami roślin, z których część była powierzchowna i wprowadziła zamieszanie w klasyfikacji roślin.
H.G. Reichenbach stał się światowym autorytetem w kwestii orchidei, po śmierci swojego przyjaciela „ojca orchideologii” Johna Lindleya w 1865 roku.
Jego ogromna zielarnia i biblioteka zapisano w spadku Muzeum Historii Naturalnej w Wiedniu, (zamiast, jak tego oczekiwano, Królewskiemu Ogrodowi Botanicznemu w Kew) Reichenbach prawdopodobnie zrobił to ponieważ zachował urazę z powodu mianowania Roberta Allena Rolfe'a, samouka i eksperta w kwestii orchidei, jako czołowego taksonomistę w Kew.
Po śmierci Reichenbacha, jego pracę kontynuował Friedrich Wilhelm Ludwig Kraenzlin (1847- 1934).
W 1886 roku, Frederick Sander zlecił Henry'emu Moonowi (1857- 1905), namalowanie akwarelą 192 tablic z orchideami oraz opisami Reichenbacha. Seria obrazów jest znana jako Reichenbachia.